# Квебекская музыка
Квебекская музыка имеет давнюю историю. В ней представлены все возможные музыкальные жанры, но отличительными особенностями музыкальной культуры Квебека являются присутствие в ней традиционного песенного фольклора, особой разновидности кельтской музыки, большого количества джазовых музыкантов, богатая культура классической музыки и любовь к этнической музыке. Кроме того, в музыкальной культуре Квебека присутствует традиционная музыка местных индейцев.

## История музыки в Квебеке

### Происхождение
Коренные американцы, которые жили на территории современного Квебека до прихода французских поселенцев играли музыку на протяжении тысяч лет. Ранние исследователи были поражены разнообразием функций, которые выполняла музыка в индейских обществах, а также их музыкальными инструментами и танцами. Несмотря на это важное наследие, они оказали минимальное влияние на музыкальные традиции Квебека. Музыкальное наследие первых поселенцев и прибытие музыкальных профессионалов значительно сократили распространение и передачу музыкальной культуры среди аборигенов.
Первые музыкальные традиции Квебека в первую очередь связаны с культурным наследием французских поселенцев. В первой половине XVII века, детей учили петь религиозные песни и играть на европейских инструментах. Устная традиция песни, которая ляжет в основу народной музыки Квебека, появилась в середине XVII века и передавалась из уст в уста. Охотники пели некоторые народные песни французского средневековья. Обмен и передача фольклора, состоящего из тысячи песен, форм, что в настоящее время определяет общее наследие между квебекцами и французами. И только позже, другие культуры будет включены в общее музыкальное наследие Квебека.

### Новая Франция
Наиболее важным источником информации о музыкальных мероприятиях в Новой Франции были в основном записи иезуитов, переписка между иезуитами из Нового Света и Францией. Музыка в Новой Франции в течение семнадцатого века в основном носила религиозный характер. Она служил в основном для литургии и обращения коренных американцев в христианство. Иезуиты также начали преподавать музыку после основания колледжа в Квебеке в 1626 году, иногда также называемым иезуитским колледжем и семинарией Квебека в 1663 году. Там учили религиозные песни, особенно грегорианский хорал и песнопения, а также изучали игру на некоторых европейских инструментах, таких как скрипка, лютня и т. д.

### XVIII — сер. XX века
Квебекские песни были в этот период очень разнообразны. Из всех композиций из музыкального репертуара Квебека, песня «À la claire fontaine» стала гимном Новой Франции, патриотов и франкоканадцев. Она была заменена песней «О Канада», пока этот гимн не стал национальным гимном Канады. С момента своего создания, песня «О Канада» была не очень любима многими квебекцами в качестве национального гимна Квебеке.

## Классическая музыка
Начало 20-го века было отмечено повышенным интересом к опере. В эту эпоху в Монреале была создана Монреальская оперная компания (1910), и большой популярностью пользовались оперные певцы.
В настоящее время в Квебеке работают Квебекский симфонический оркестр,Монреальский симфонический оркестр, Опера де-Квебек и Монреальская Опера. Кроме того, существуют камерные музыкальные коллективы, имеющие международную репутацию, а также местные оркестры.
В число наиболее известных классических музыкантов Квебека входят Андре Ганьон, Анжель Дюбо, Луи Лорти, Ален Лефевр, Ален Трюдель, Марк-Андре Амлен, Александр да Коста, Натали Шокетт, Ришар Верро, и др.
Одним из самых прославленных квебекских композиторов был Андре Матьё, «канадский Моцарт», которого высоко ценил Рахманинов. Также добились признания такие квебекские композиторы как Клод Шампань, Каликса Лавалле, Айрат Ишмуратов и Пьер Меркюр.

## Современная популярная музыка

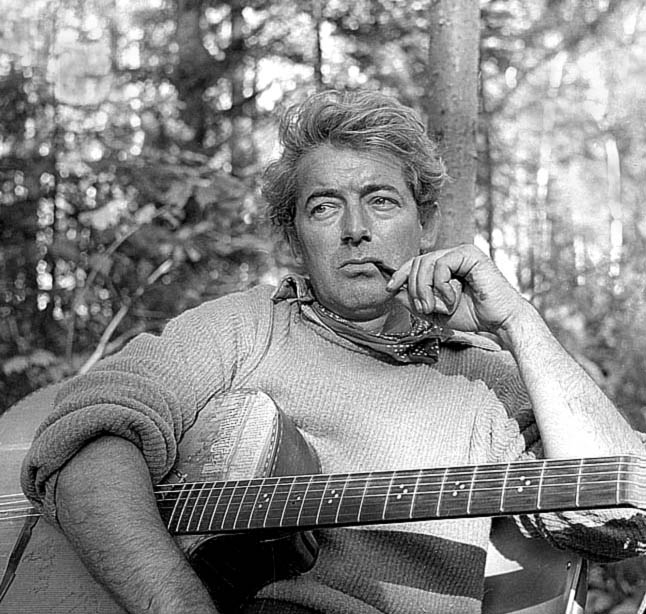
Феликс Леклерк

Со времен знаменитой фолк-певицы Ля-Больдюк в 1920—1930-х годах до наших дней квебекская музыка обогатилась многими авторами и исполнителями, поп-певцами и эстрадные певцами (певицами) такими как: Алис Роби, Клод Левейе, Даниэль Беланже, Феликс Леклерк, Жиль Виньо, Жан Лелап, Жан-Пьер Ферлан, Линда Леме, Мари-Мей, Мишель Ривар, Мишель Ришар, Патрик Норман, Питер Лалонд, Пьер Лапуант, Реймон Левек, Рене Мартель, Ришар Дежарден, Робер Шарльбуа, Венсан Вальер, Вилли Ламот, Даниэль Буше, и др., а также нескольким группами: André, Beau Dommage, César et les Romains, Chapeaumelon, Cœur de pirate, Corbeau, Harmonium, Kaïn, Karkwa, Le Roi Poisson, Les Baronnets, Les Colocs, Les Cowboys Fringants, Loco Locass, Malajube, Offenbach и др.. Среди известных квебекских авторов: Стефан Венн, Люк Пламондон и Пьер Летурно, а также композиторы: Андре Ганьон, Франсуа Домпьер и Поль Беларжен.
Международное признание получили следующие исполнители и группы: Леонард Коэн, Феликс Леклерк, Жиль Виньо, Селин Дион, Гару, Даниэль Лавуа, Рок Вуазин, Брюно Пельтье, Люк де Ларошельер, Жинетт Рено, Диана Дюфрен, Рене Клод, Николь Мартин, Фабьен Тибо, Cœur de pirate, Изабель Буле, Simple Plan, Кори Харт, Arcade Fire, Malajube, Айэприл Уайн, Сэм Робертс, Bran Van 3000, Руфус Уэйнрайт, Elsiane и другие. Они стали популярны во Франции, Бельгии, Швейцарии, США, Ливане, франкоязычных странах Африки и т. д.. Некоторые музыканты также считаются квебексими, хотя они приехали из других мест. Они строили свою карьеру в Квебеке. Они часто уже говорят, или поют (за некоторыми исключениями) на французском языке, хотя порой поют и на других языках:
английском, итальянском, испанском, арабском и т. д. Можно привести в пример Даниэля Лавуа (Манитоба — Канада), Нанетт Уоркман (Нью-Йорк — США), Закари Ришара (Луизиана — США), Корнея (Руанда), рэпера K-Maro (Ливан), Лару Фабиан (Бельгия), Люка Мервиля (Гаити). Эти артисты укрепляют международный имидж Квебека как открытого для всего мира и являются примером культуры способной принимать в себя другие музыкальные культуры: франкофоны часто говорят о «квебекской мечте» для многих из франкоязычного мира, так же как иногда говорят «американская мечта» в англосаксонском мире.

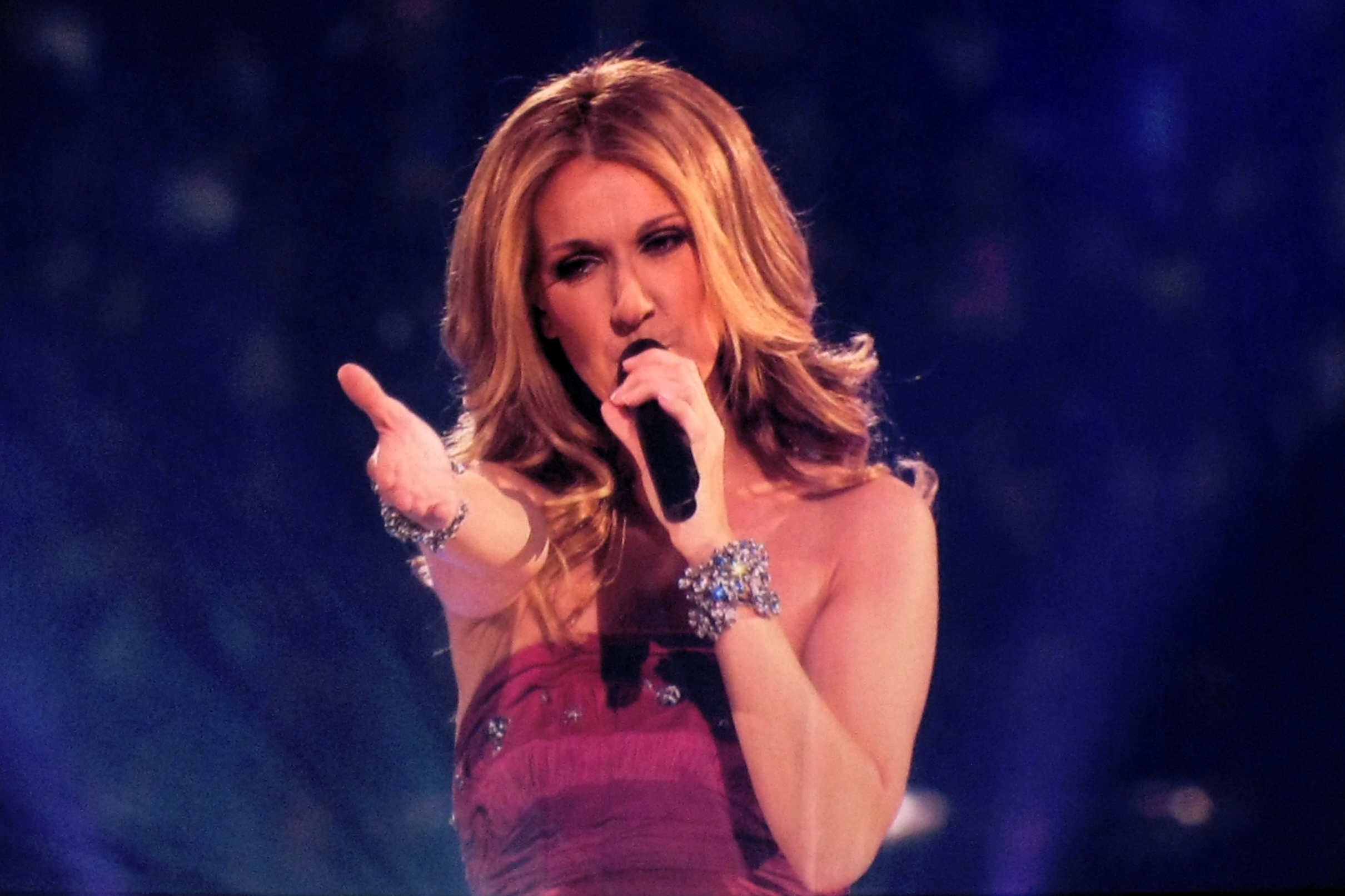
Селин Дион

По всему Квебеку регулярно проводятся различные музыкальные мероприятия, такие как фестивали кантри-музыки, Международный джазовый фестиваль в Монреале, Франкофоли в Монреале, Летний фестиваль в Квебеке, Международный фестиваль песни в Гранби, Международный фестиваль «Всемирные ритмы» в Сагеней, Мондиаль де культур де в Драммондвилле, Белые ночи в Анс де Рош, Вудсток в Бос и другие.
В 2005 году песня Реймона Левека «Quand les hommes vivront d'amour» была избрана лучшей песней Квебека всех времён Национальным движением квебекцев (фр. Mouvement national des Québécoises et des Québécois). Она же является самой популярной франкоязычной песней Канады согласно опросам радиослушателей.